# King's Field
King's Field — рольова відеогра (RPG) від першої особи розроблена і випущена компанією FromSoftware для платформи PlayStation в грудні 1994 року. Дебютна гра серії King's Field. У грі гравці рухаються у величезному підземному лабіринті, з метою виявлення джерела вторгнення монстрів. Атака та використання магії прив’язані до шкали витривалості, що вичерпується кожною дією і повинна відновитись, перш ніж гравець зможе зробити наступну дію.
Гра розроблялась до запуску платформи PlayStation та стала дебютною відеогрою від компанії FromSoftware, початково гра планувалась для PC, але згодом було вирішено випускати її для більш потужної PlayStation. Її було розроблено, за приблизно, шість місяців невеликою внутрішньою командою.
Після виходу гра мала комерційний успіх, хоча і отримувала неоднозначні відгуки критиків. King's Field - одна з найперших 3D рольових ігор випущених для консолі, що випереджає пізніші більш відомі тайтли, такі як Final Fantasy VII. Гра не тільки породила кілька продовжень, але й надалі надихнула майбутні тайтли FromSoftware, включаючи Shadow Tower та серію Souls.

## Ігровий процес
King's Field — рольова відеогра (RPG), що грається з камерою від першої особи. Гравці рухаються підземеллями в п’яти різних локаціях, котрі відображаються за допомогою 3D-графіки в режимі реального часу. Під час дослідження гравець знаходить ключі та предмети, які можуть відкрити двері та активувати портали, щоб відкрити шлях до різних рівнів підземелля. Можна також дослідити карти, щоб полегшити навігацію. Вороги зустрічаються в підземеллях, бої відбуваються в режимі реального часу. Гравці можуть використовувати атаку ближнього бою, за допомогою взятої зброї, та магічні атаки.
Атаки ближнього бою на ряду з магічними атаками виснажують спеціальну шкалу витривалості, і подальші дії неможливі, поки шкала не відновиться знову. Різноманітна зброя та інші елементи екіпірування по типу щитів та обладунків можуть бути або купленими у неігрових персонажів (NPC) або знайдені на тілах загиблих під час дослідження підземель.

## Розробка
King's Field стала першою відеогрою розроблено компанією FromSoftware, компанію було засновано в 1980 році, як компанію по розробці програмного забезпечення, але після виходу порту Wizardry для Apple II в 1990-х, японська компанія вирішила перекваліфікуватись на розробку відеоігор. FromSoftware спочатку спробувала розробити екшн гру для PC із 3D CGI графікою та роботами, що крокують підземними лабіринтами, проте компанія була змушена зупинити розробку, так як на той час жоден персональний комп’ютер (PC) був не здатний запустити цей проект. Після публічного анонсу компанією Sony домашньої консолі, компанія FromSoftware успішно переробила гру на гру із керуванням від першої особи. Гру пізніше прозвали дітищем компанії CEO Наотоші Джина, котрий пізніше став ключовою креативною фігурою в серії.
Розробка гри тривала менш ніж шість місяців, при розмірі команди в приблизно 10 чоловік, що працювали над грою.3D середовища підземних лабіринтів було створено за допомогою програми, котру пізніше дублювали, як "Sword of Moonlight", коли FromSoftware випустили версію для PC в 2000 році. Реліз гри відбувся 16 грудня 1994 року, через 13 днів після релізу консолі PlayStation в Японії. Пізніше гру було перевипущено, як частину збірки PS One Books 15 листопада 2001 року. Гра так і не була випущена за межами Японії, проте існує аматорський переклад гри англійською мовою, випущений у 2006 році.

## Оцінки та відгуки
Через свою складність та нетрадиційну структуру початкова реакція як гравців, так і преси була поляризована. Така рання реакція на гру негативно позначилася на продажах, однак через усну рекламу та рекламу в журналах продажі гри зросли, що призвело до комерційного успіху гри.
Після релізу Famitsu позитивно порівняв гру з тогочасними іграми на ПК, і відзначив насолоду від бою у реальному часі та почуттям страху, який він породжує. Один рецензент досить негативно оцінив якість її 3D-графіки. У огляді Next Generation високо оцінили елементи RPG гри, але зазначили, що боївка гри є повільною і нецікавою. Рецензент зауважив, що гра "залишить гравця розчарованим на тому чи іншому рівні".

## Вплив
Кінцевий успіх першого King's Field спонукав до розробки продовжень, заснувавши серію King's Field. Механіка King's Field вплинула на пізніші продукти FromSoftware, включаючи Shadow Tower, котра використовувала механіки, подібні до King's Field; і Demon's Souls, описану її співробітниками як духовний наступник King's Field, і надихнули на кілька наступних ігор, які є частиною серії Souls та просунули FromSoftware до міжнародної слави.